# Evklidski prostor
Evklidski prostor je realni topološki vektorski prostor v katerem je definiran skalarni produkt. S pomočjo skalarnega produkta lahko potem v evklidskem prostoru merimo razdalje in kote.
Evklidski prostor je posplošitev običajne evklidske geometrije.
Evklid je raziskoval značilnosti in odnose med razdaljami in koti, najprej v ravnini (idealizirani ravni ploskvi), nato pa v prostoru. Tipični zgled takšne značilnosti je vsota notranjih kotov v trikotniku, ki je vedno enaka 180 stopinj. Te značilnosti so temelj dvo ali trirazsežne evklidske geometrije.
Razdaljo in kote lahko preprosto posplošimo za štiri, pet ali celo večrazsežne prostore. n-razsežni prostor, kjer za razdalje in kote veljajo zveze evklidske geometrije, je n-razsežni evklidski prostor. Bistvena značilnost evklidskega prostora je njegova ravnost.
V geometriji obstajajo še drugi prostori, ki niso evklidski. Sfera je zgled dvorazsežnega prostora, ki ni evklidski - vsota notranjih kotov primerno definiranih trikotnikov na sferi bo večja od 180°. Dejansko za vsako razsežnost obstaja le en evklidski prostor, in več neevklidskih prostorov. Velikokrat se ti drugi prostori skonstruirajo s sistematičnim pačenjem evklidskega prostora.

## Intuitivni pregled
Na evklidski prostor lahko gledamo kot na množico točk, za katere veljajo določene zveze, ki jih lahko izrazimo s pomočjo razdalj ali kotov. Geometrijske preslikave, ki ohranjajo razdalje in kote, imenujemo togi premiki (izometrije). V ravnini obstajajo tri osnovne vrste togih premikov:
- vzporedni premik (translacija), kjer se vsaka točka premakne v isti smeri za enako razdaljo.
- vrtenje (zasuk, rotacija) okrog nepomične točke v ravnini, kjer se vsaka točka zavrti okrog nepomične točke za enak kot.
- zrcaljenje (refleksija).

Eno od osnovnih načel evklidske geometrije je, da sta dva lika (oziroma poljubni podmnožici ravnine) skladna, če ju lahko preslikamo drug v drugega s togim premikom (tj. s poljubnim zaporedjem vzporednih premikov, vrtenj in zrcaljenj - glej evklidska grupa).
Za matematično strogost so potrebne jasne definicije razdalje, kota, togega premika in vrtenja. Standardna pot je definicija evklidske ravnine kot dvorazsežnega realnega vektorskega prostora v katerem je definiran notranji produkt. Notranji produkt je posplošitev običajnega skalarnega produkta in ima enake značilnosti kot skalarni produkt (pogosto ga tudi imenujemo kar skalarni produkt v širšem smislu). Tedaj:
- vektorji odgovarjajo točkam v evklidski ravnini
- operacija seštevanja v vektorskem prostoru odgovarja togemu premiku in
- notranji produkt omogoča definicijo razdalje in kota (in s tem tudi vrtenja za dani kot).

Ko smo enkrat na ta način opisali evklidsko ravnino, je lažje to sliko razširiti na poljubne razsežnosti. Večinoma dodatne razsežnosti ne delajo težav. Vrtenja so v višjih razsežnostih sicer težavnejša, pa tudi predstavljanje prostorov višjih razsežnosti je težko, tudi za izkušene matematike.
Evklidski prostor tehnično gledano ni vektorski prostor, temveč afini prostor, na katerem deluje vektorski prostor. Razlika je intuitivno v tem, da ne obstaja kanonična izbira lege koordinatnega izhodišča v prostoru, saj ga je moč poljubno premakniti. Tega se v članku večinoma ne upošteva.

## Realni koordinatni prostor
Naj R označuje obseg realnih števil. Za poljubno nenegativno celo število n prostor vseh n-teric realnih števil tvori n-razsežni vektorski prostor na R, ki ga označujemo z Rn, in se včasih imenuje realni koordinatni prostor. Element Rn zapišemo kot:
{\displaystyle \mathbf {x} =(x_{1},x_{2},\ldots ,x_{n})\!\,,}
kjer je vsak xi realno število. Operaciji vektorskega prostora na Rn sta določeni z:
{\displaystyle \mathbf {x} +\mathbf {y} =(x_{1}+y_{1},x_{2}+y_{2},\ldots ,x_{n}+y_{n})\!\,,}
{\displaystyle a\,\mathbf {x} =(ax_{1},ax_{2},\ldots ,ax_{n})\!\,.}
Vektorski prostor Rn ima naravno bazo:
{\displaystyle \mathbf {e} _{1}=(1,0,\ldots ,0)\!\,,}
{\displaystyle \mathbf {e} _{2}=(0,1,\ldots ,0)\!\,,}
{\displaystyle \vdots }
{\displaystyle \mathbf {e} _{n}=(0,0,\ldots ,1)\!\,.}
Poljubni vektor v Rn lahko potem zapišemo v obliki:
{\displaystyle \mathbf {x} =\sum _{i=1}^{n}x_{i}\mathbf {e} _{i}\!\,.}
Rn je prototipni zgled za realni n-razsežni vektorski prostor. Dejansko je vsak realni n-razsežni vektorski prostor V izomorfen Rn. Ta izomorfizem pa ni kanoničen, oziroma neodvisen od koordinat. Izbira izomorfizma je enakovredna izbiri baze za V (glede na sliko naravne baze za Rn v V). Razlog da se namesto Rn uporabljajo poljubni vektorski prostori je v tem, da je velikokrat bolj zaželeno delati neodvisno od koordinat, oziroma brez izbire prednostne baze.

## Evklidska struktura
Evklidski prostor je več kot le realni koordinatni prostor. Če želimo uporabiti evklidsko geometrijo, moramo znati obravnavati razdalje med točkami in kote med premicami ali vektorji. Te količine lahko pridobimo z vpeljavo in uporabo skalarnega produkta na Rn. Običajni skalarni produkt poljubnih dveh vektorjev x in y je določen z:
{\displaystyle \mathbf {x} \cdot \mathbf {y} =\sum _{i=1}^{n}x_{i}y_{i}=x_{1}y_{1}+x_{2}y_{2}+\cdots +x_{n}y_{n}\!\,.}
Namesto običajnega skalarnega produkta pa lahko izberemo tudi poljubno drugo operacijo, ki ima enake temeljne značilnosti kot skalarni produkt. Tako operacijo imenujemo notranji produkt (ali posplošeni skalarni produkt).
Rezultat take operacije je vedno realno število. Velja še naprej, da je notranji produkt vektorja x s samim sebo vedno nenegativen. S tem produktom lahko opredelimo »dolžino« vektorja x kot:
{\displaystyle \|\mathbf {x} \|={\sqrt {\mathbf {x} \cdot \mathbf {x} }}={\sqrt {\sum _{i=1}^{n}x_{i}^{2}}}\!\,.}
Za to funkcijo dolžine veljajo zahtevane značilnosti norme in se imenuje evklidska norma na Rn.
Kot θ (0° ≤ θ ≤ 180°) med vektorjema x in y potem definiramo kot:
{\displaystyle \theta =\arccos \left({\frac {\mathbf {x} \cdot \mathbf {y} }{\|\mathbf {x} \|\|\mathbf {y} \|}}\right)\!\,}
kjer je arccos funkcija arkus kosinus.
Z normo lahko končno definiramo metriko (oziroma funkcijo razdalje) na Rn z:
{\displaystyle d(\mathbf {x} ,\mathbf {y} )=\|\mathbf {x} -\mathbf {y} \|={\sqrt {\sum _{i=1}^{n}(x_{i}-y_{i})^{2}}}\!\,.}
Ta funkcija razdalje se imenuje evklidska metrika. Nanjo lahko gledamo kot na vrsto Pitagorovega izreka.
Realni koordinatni prostor z evklidsko strukturo se imenuje evklidski prostor in se običajno označuje z En. Mnogi ga označujejo z Rn in pri tem evklidsko strukturo privzemajo. Z evklidsko strukturo je En prostor z notranjim produktom (oziroma dejansko Hilbertov prostor), normirani vektorski prostor in metrični prostor.
Vrtenja evklidskega prostora se definirajo kot linearne transformacije T, ki ogranjajo smer, oziroma kote in dolžine:
{\displaystyle T\mathbf {x} \cdot T\mathbf {y} =\mathbf {x} \cdot \mathbf {y} \!\,,}
{\displaystyle |T\mathbf {x} |=|\mathbf {x} |\!\,.}
V jeziku matrik so vrtenja specialne ortogonalne matrike, ortogonalne matrike, katerih determinanta je enaka +1.

## Topologija evklidskega prostora
Ker je evklidski prostor metrični prostor, je tudi topološki prostor z naravno topologijo, porojeno z metriko. Metrična topologija na En se imenuje evklidska topologija. Množica je v evklidski topologiji odprta, če in samo če okrog vsake svoje točke vsebuje odprto kroglo. Izkaže se da je evklidska topologija enakovredna produktni topologiji na Rn - je produkt n kopij realne premice R (s svojo standardno topologijo).
Pomemben rezultat o topologiji Rn, ki je daleč od površinskega, je Brouwerjeva domenska invarianta. Vsaka podmnožica Rn (s svojo porojeno topologijo), ki je homeomorfna drugi odprti podmnožici Rn, je tudi sama odprta. Neposredna posledica tega je, da za m ≠ n Rm ni homeomorfen Rn, sicer intuitivno »očitno« dejstvo, vendar težko dokazljivo.

## Posplošitve
V sodobni matematiki evklidski prostori tvorijo prototipe za druge, bolj zapletene geometrijske objekte. Gladka mnogoterost je na primer Hausdorffov topološki prostor, ki je lokalno difeomorfen evklidskemu. Difeomorfizem ne upošteva razdalje in kota, tako da se ti ključni koncepti evklidske geometrije na gladkih mnogoterostih izgubijo. Če pa mnogoterosti dodatno predpišemo gladko spreminjajoč notranji produkt tangentnega prostora, potem pridemo do riemannovske mnogoterosti. Oziroma drugače povedano - riemannovska mnogoterost je prostor, skonstruiran s pačenjem in krpanjem evklidskih prostorov. V takšnem prostoru obstaja predstava o razdalji in kotu, vendar se obnašata v ukrivljenem, neevklidskem smislu. Najpreprostejša riemannovska mnogoterost, ki vsebuje Rn s konstantnim notranjim produktom, je dejansko istovetna evklidskemu n-razsežnemu prostoru.
Če prekrojimo evklidski prostor tako da njegov notranji produkt v eni ali več smereh postane negativen, dobimo psevdoevklidski prostor. Gladke mnogoterosti, tvorjene iz takšnih prostorov, se imenujejo psevdoriemannovske mnogoterosti. Verjetno so najbolj znane iz teorij relativnosti, kjer prazen prostor-čas brez snovi predstavlja raven psevdoevklidski prostor, prostor Minkowskega. Prostor-časi s snovjo v njih tvorijo druge psevdoriemannovske mnogoterosti, gravitacija pa odgovarja ukrivljenosti takšne mnogoterosti.
Naše Vesolje relativistično gledano ni evklidsko. To postane razvidno ob teoretičnem upoštevanju astronomskih in kozmoloških premislekov, in tudi v nekaterih praktičnih problemih, kot sta na primer globalno določanje lege ali letalska navigacija. Vendar lahko z evklidskim modelom Vesolja še vedno rešimo mnogo drugih praktičnih poblemov z zadovoljivo točnostjo.